# الأخبار بواسطة الهاتف المحمول

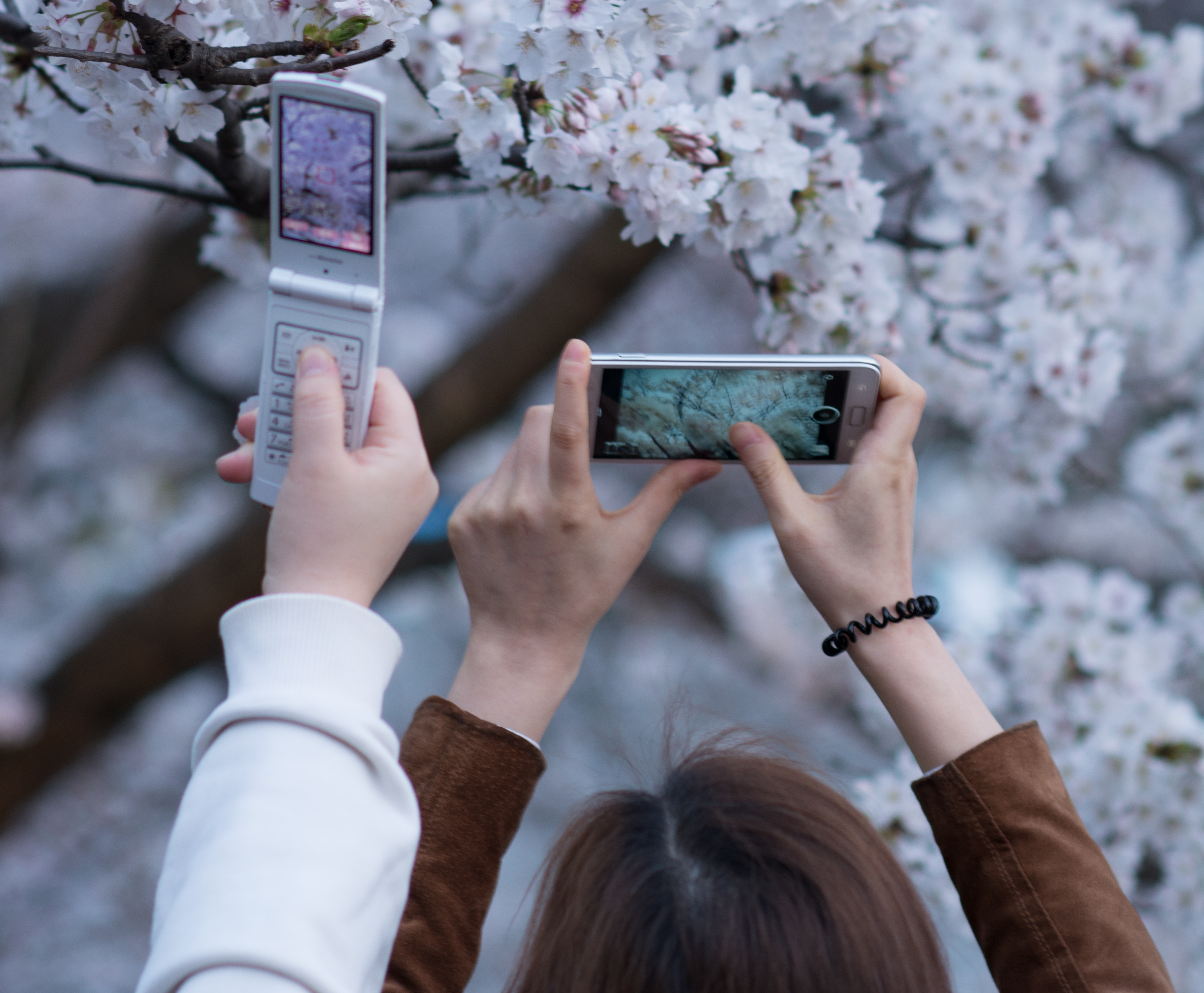
عرض أو جمع الأخبار على الهاتف المحمول

أخبار الهاتف تتحدث عن تسليم وإنشاء الأخبار باستخدام الأجهزة النقالة.

## تسليم الأخبار عبر الهاتف المحمول:
اليوم، يمكن تسليم الأخبار المتنقلة عبر الرسائل القصيرة، من خلال التطبيقات المتخصصة، أو باستخدام إصدارات المحمول من المواقع الإعلامية. وفقًا لدراسة حديثة أجريت في السوق في ستة بلدان (فرنسا وألمانيا وإيطاليا وإسبانيا والمملكة المتحدة والولايات المتحدة)، يمكن الوصول إلى الأخبار والمعلومات عند 16.9٪ من المستهلكين عبر الأجهزة المحمولة، إما عبر المتصفح أو التطبيق الذي تم تنزيله أو تنبيهات الرسائل القصيرة.
يتزايد الطلب على تقديم الأخبار عبر الهاتف المحمول بسرعة، مع نمو بنسبة 107 في المائة في الوصول اليومي إلى أخبار الهاتف المحمول في العام الماضي وحده. على سبيل المثال، سجل موقع «نيويورك تايمز» للجوال 19 مليون مشاهدة في مايو 2008، مقارنة بـ 500,000 في يناير 2007.
يوليو 18، 2011، أعلنت تايم وارنر أن التغطية الإخبارية من سي ان ان وهيد لاين نيوز ‏ سيتم بثها مباشرة عبر الإنترنت ومتاحة للناس للعرض على أجهزة الكمبيوتر المحمولة، الهواتف الذكية، أو أقراص إذا كانوا مشتركين في بعض الخدمات التلفزيونية المدفوعة.
منذ عام 2014 أطلقت العديد من الشركات الإعلامية تطبيقها الأصلي المحمول بما في ذلك داش نيوز لإشتراك المستخدمين العالميين من خلال تقديم أخبار سريعة وقصيرة من اختيارهم.

## إنشاء (كتابة) أخبار الهاتف المحمول
إن أخبار الهاتف لديها القدرة على نقل الأخبار العاجلة في أيدي المجتمعات الصغيرة وتسهيل تبادل أفضل بكثير للمعلومات بين المستخدمين بسبب سهولة استخدام الهواتف المحمولة مقارنة مع وسائل الإعلام التقليدية مثل الإذاعة والتلفزيون أو الصحف، على الرغم من أن قضايا الجودة والمعايير الصحفية والمهنية تثير قلق بعض النقاد.
كما أن الهواتف المحمولة والأجهزة المحمولة الكاملة المميزة تسهل أيضاً النشاط وصحافة المواطنين. وبالإضافة إلى الجهود الفردية، تحاول وسائل الإعلام الرئيسية مثل سي إن إن ورويترز وياهو تسخير قوة المواطنين الصحفيين.
وقد طور إنشاء أخبار الهاتف المحمول أولاً شعبية تلقي تنبيهات نصية، ثم تسارعت بشكل كبير عندما تبنت شركات الهاتف المحمول وسائل التواصل الاجتماعي، مما جعل إنشاء المحتوى سهلاً ويمكن الوصول إليه.

## روابط خارجية
- Wireless and the Future of the Newspaper Business